# Uncicauda pirata
Uncicauda pirata är en bäcksländeart som beskrevs av Mclellan och Peter Zwick 2007. Uncicauda pirata ingår i släktet Uncicauda och familjen Gripopterygidae. Inga underarter finns listade i Catalogue of Life.